# Kamptegnet
Kamptegnet var et dansk antisemitisk tidsskrift, der blev udgivet af Aage H. Andersen fra maj 1939 til maj 1943. Det var National Socialistisk Arbejder Partis (NSAP) partiorgan. Dets mest kendte skribenter var Olga Eggers, som også var bladets redaktør i 1940-42, og litteraturforsker Harald Nielsen.
Bladet var grundlagt som en dansk pendant til det af Julius Streicher udgivne tyske antisemitiske blad Der Stürmer, med overskrifter som "De jødiske Forbrydelsers Hemmelighed!"  Redaktionen holdt til i Jensløvs Tværvej 2 i Charlottenlund. 

## Indhold
Blandt det faste stof var rapporter om, hvor der boede jøder; hvilke navne, der var jødiske, og ikke mindst lister over jødisk ejede virksomheder. Disse oplysninger blev indsamlet af læserne, der sendte dem ind til bladet. Grev Schimmelmann, der finansierede det nazistiske dagblad Fædrelandet, blev beskyldt for at være jøde. Grev Knuth beskyldtes for blodskam. Det kunne også rapporteres, at millionæren, direktør for Daells Varehus P.M. Daell havde en jøde fra Polen ansat som sin sekretær. Bladet udstillede hver uge et par, hvor den ene var af jødisk afstamning, den anden ikke-jødisk, og kaldte det for "Ugens Race-Skændsel"; det trykte vulgære antijødiske karikaturtegninger og løbende lister over "Hel-, Halv- eller Kvart-jøder, samt jødisk indgiftede Personer". Dertil leverede bladet materiale til Danmarks Erhvervs Korporation, der førte arkiv over jødiske familier og investorer.
Hans Bendix skriver i sine erindringer, at "København var uhyggelig den Sommer. [1939] . Kamptegnet blev frit forhandlet af skrigende unge mennesker i uniformsskjorter og langskaftede støvler." 
Det gavnede ikke Kamptegnet, at bladet fornærmede alt og alle, der ikke var nazister. Flere danske nudistorganisationer blev beskyldt for at være jødedommens talerør. I september 1942 bragte bladet en reportage fra ghettoen i Warszawa, hvor man under titlen "Selv med Ligene gør Jøderne Forretning" gengav den rystende hverdag, tyskerne havde skabt i ghettoen. Flere gange beslaglagde dansk politi bladets løbesedler, og da en distributør i Randers reklamerede for Kamptegnet i et udstillingsvindue, blev forretningens vinduer knust (21. juli 1941). Nytårsaften 1941 havde det flot nyistandsatte Apolloteatret premiere på stykket Tomands-Fronten af Børge Müller, hvor man gjorde åbenlyst grin med Kamptegnet (under navnet Damptegnet) og Olga Eggers. Forestillingen fik dog så dårlige anmeldelser, at den blev fornyet efter bare tre uger. Det oprindelige handlingsforløb, der drejede sig om et ungt ægtepars tro på, at et godt humør overvinder alt, blev sløjfet. Attentatmanden, en vis hr. Krigh, blev spillet af Ludvig Brandstrup. 

## Medarbejderens propagandafilm
Kamptegnets medarbejder Paul Hennig deltog i et indbrud hos Dansk Mosaisk Trossamfund i august 1943, hvor han sammen med Gestapo beslaglagde trossamfundets medlemsfortegnelse. Denne, sammenholdt med Hennigs kendskab til det dansk-jødiske miljø og hans kontakter til stikkere, dannede grundlag for, at han kunne udarbejde den omfattende liste over jøder i Danmark, som Gestapo gjorde brug af, da de i oktober 1943 gik til arrestation af danske jøder. Fem pct af de danske jøder nåede ikke at flygte, og sad blandt andet interneret i Horserødlejren. 12. oktober 1943 kom Paul Hennig til lejren, hvor han optog en smalfilm til brug i antijødisk propaganda. Filmen kom dog aldrig i omløb, da Hennig fik i den følgende tid fik det meget travlt. Han var medpassager på troppeskibet Wartheland, der fragtede de danske jøder til tyske koncentrationslejre; og han infiltrerede "Lyngbygruppen", som havde transporteret jøder over Øresund ved Humlebæk og Nivå. Fem medlemmer af gruppen blev arresteret, mens flere måtte flygte til Sverige. Modstandsfolk gjorde nu flere forsøg på at likvidere Hennig, og i 1944 måtte han gå i dækning i Frøslevlejren sammen med andre i samme situation. Han blev dømt til døden efter stikkerparagraffen ved byretten i 1947, men ankede til Højesteret og fik dommen omstødt til livsvarigt fængsel i 1949. Alligevel blev han løsladt i 1956 og levede ubemærket til sin død i 1986. 
Jødiske overlevende fortalte under retssagen, at en mand havde filmet dem i Horserødlejren, og da Paul Hennig allerede var i politiets søgelys, blev hans hjem ransaget. Her fandt man både filmen og smalfilmapparatet, og filmen tjente i retssagen som bevis for Hennigs nære relationer til Gestapo. I sin anke implicerede han andre, deriblandt Søren Kam; men da politiet i 2007 gennemgik Hennigs sag på ny, vurderede Statsadvokaten, at der ikke kunne rejses sag mod Kam, som døde 23. marts 2015 i Kempten i Tyskland. Hennigs film fra Horserødlejren findes stadig.

## Sagen mod Daells Varehus
Grosserer Daell var i Kamptegnet blevet udhængt som antitysk "jødelakaj" og Wassermann som hans elskerinde, der styrede Daells Varehus efter sine "jødiske principper" og erstattede firmaets "ariske" medarbejdere med jøder. Værnemagtens folk skulle også være blevet dårligt behandlet i varehuset. Det førte til, at Daell og Wassermann anlagde sag mod bladet for bagvaskelse, og bladets redaktører blev 15. maj 1942 idømt både fængselsstraf og bøder. Bladet anså dommen som et yderligere bevis på jødisk infiltration og magt over "systemet". At den tyske besættelsesmagt tillod danske at anlægge sag mod det nazistiske blad viser, at Kamptegnets grove antisemitisme og kompromisløshed tilsyneladende var for forstyrrende i forhold til den dansk-tyske samarbejdspolitik. 
Eggers havde ikke skrevet artiklerne, men havde som redaktør ansvaret for, at de var blevet trykt. Ligeledes var der i hendes redaktørtid blevet uddelt løbesedler og frieksemplarer af Kamptegnet til kunderne i Daells Varehus og de ansatte. Daell og Ella Wassermann anlagde injuriesag i januar 1942 og krævede sagen ført for åbne døre, så Kamptegnets arbejdsmetoder blev kendt. Det skærpede anklagen mod Eggers, at hun selv havde været med til at dele løbesedlerne ud. Det var kommet til tumulter ved varehuset, hvorved folk var blevet skræmt væk. Daell og Wassermann krævede kr 10.000 i bøde og udtalelserne om et seksuelt forhold kendt ubeføjede. 27. januar 1942 blev Eggers dømt for at have uddelt fornærmelige løbesedler. Dertil forlangte tyskerne, at hun trak sig som redaktør. Aage H. Andersen fortsatte som redaktør for Kamptegnet. Ligeledes fortsatte han kampagnen mod Daell og Wassermann. Sagen vakte enorm opsigt, da P.M. Daell var en kendt person, og at besættelsesmagtens sympatisører var sat på anklagebænken.
Daell og Wassermann udtog stævning ud mod Andersens artikler, som blev trykt i Kamptegnet i marts 1942. Renthe-Fink forbød avisen at fortsætte sådan, og Andersen dæmpede tonen, men slap ikke temaet med Daells Varehus. Tilstrømningen til retssagen var så stor, at man måtte finde et større retslokale og holde dørene åbne, så folk i de tætpakkede gange kunne følge med. Avisernes retsreferater var forsigtige, men Nationaltidende turde i april 1942 bringe overskriften "Et Skoleeksempel på Bagvaskelse". Eggers påpegede, at hun havde tilsigtet en kamp mod "den jødiske race som sådan og ikke mod bestemte personer". Andersens forsvarer henviste til ytringsfriheden. 15. maj 1942 faldt dommen: anklagerne om ægteskabsbrud fandtes ærekrænkende og grundløse. Både Eggers og Andersen blev dømt for bagvaskelse; Daell skulle have kr 4.000 og Wassermann kr 2.000 i erstatning. Eggers og Andersen appellerede dommen til Højesteret, mens Daell og hans sekretær forlangte en skærpelse af straffen. Sagen blev genoptaget i oktober 1942, men nu forlangte udenrigsministeriet, at aviserne ikke måtte referere den.  Det kunne efterhånden blive tyskerne for meget - da Eggers og Andersen jo blev dømt for at videreføre officiel tysk jødepolitik.
De nationalsocialistiske aviser trodsede forbuddet og skrev alligevel om sagen. Kamptegnet genoptog sin kampagne, og gamle numre blev uddelt i Københavns gader. Denne gang fremlagde Andersens forsvarer gæstebogen fra Grand hotel i Odense, hvoraf det fremgik, at "godsejer Palle Daell" og "frk Ella Wassermann" havde overnattet på hotellet - dog på hvert sit værelse, men den gang rejste voksne mænd og kvinder ikke sammen uden at være gift. Nu vendte stemningen i retssalen sig imod de to og blev så urolig, at retsformanden måtte true med at rydde lokalet. Andersen politianmeldte også parret for falsk vidnesbyrd. Det afsluttende retsmøde fandt sted 6. november 1942, og lokalet var propfuldt. Mange fra Frikorps Danmark var mødt frem, og Daell og Wassermann måtte derfor føres under politibevogtning ud af bagdøren. Først 29. marts 1943 faldt Højesterets dom. Den stadfæstede enstemmigt landsrettens afgørelse og skærpede straffen til 2 x 80 dages hæfte for Eggers, mens Andersen fik 2 x 80 dages fængsel. Eggers kom aldrig til at afsone straffen, men mistede for altid sin forfatterunderstøttelse, og sagsomkostningerne løb op i over kr 10.000. Dommen var unik med tanke på, at den fordømte en tankegang, som besættelsesmagten selv propaganderede for. Dagen efter blev flere af de store udstillingsvinduer i Daells Varehus smadret. 
Kamptegnet oplevedes af mange som så ekstremt, at selv tilhængere af det nationalsocialistiske Tysklands sejr til tider måtte tage afstand, som da Renthe-Fink beordrede bladet til at dæmpe tonen. Kamptegnets åbenlyse og ekstreme linje var skadelig for samarbejdspolitikken, som Werner Best ønskede videreført. Kamptegnet mistede den betydelige økonomiske støtte, det tidligere havde modtaget fra Tyskland; i 1942 blev det lukket på Bests befaling. I august 1943 rejste Eggers til Tyskland som tolk for Heinkel-Werke, der leverede tysk krigsmateriel. Af breve til familien fremgår, at hendes afrejse var bestemt fra Dagmarhus,  og at hun altså nærmest blev udvist fra Danmark af besættelsesmagten for sin iver i at følge deres politik.
Omkring 1941 indgik NSAP et passivt samarbejde med det førende danske nazistparti Danmarks Nationalsocialistiske Arbejderparti (DNSAP), og bladet blev til dets ophør i 1943 udgivet under DNSAP's myndighed. 